# السلسلة الرئيسية المنخفضة
السلسلة الرئيسية المنخفضة (CHL) هو اسم نظام رادار للإنذار المبكر البريطاني الذي يديره سلاح الجو الملكي البريطاني خلال الحرب العالمية الثانية. يشير الاسم إلى القدرة على اكتشاف الطائرة التي تحلق على ارتفاعات أقل من إمكانيات أجهزة الرادار السلسلة الرئيسية، حيث كانت معظم الرادارات موجودة في نفس المكان. يمكن للنظام اكتشاف الطائرات التي تحلق على ارتفاع يصل إلى 500 قدم (150 م). كان الاسم الرسمي هو AMES Type 2، ولكن هذا الاسم لم يستخدم أبدًا عمليا.